# ویلیام دیمانت
ویلیام دیمانت (به دانمارکی: William Demant) شرکت تجهیزات پزشکی دانمارکی است، که در زمینه تولید تجهیزات درمان ناشنوایی، انواع سمعک، دستگاه‌های شنوایی‌سنجی و تجهیزات ارتباطاتی فعالیت می‌کند.